# 스리킹스 유나이티드 FC
스리킹스 유나이티드 FC(Three Kings United Football Club)는 뉴질랜드 오클랜드의 스리킹스에 연고를 둔 유소년 축구단이다. 구단은 이전에 2019년까지 NRFL 챔피언십에 참가했었다.
2020년에 구단은 오네헝가 스포츠 FC와 합병하여 2020 NRFL 프리미어 시즌에서 오네헝가에 위치한 오클랜드 유나이티드를 새로 창단했지만 기존 구단의 유소년 시스템은 계속 유지되었디.